# The Blackwell Legacy
Pour les articles homonymes, voir Blackwell.
 (mai 2012).
Si vous disposez d'ouvrages ou d'articles de référence ou si vous connaissez des sites web de qualité traitant du thème abordé ici, merci de compléter l'article en donnant les références utiles à sa vérifiabilité et en les liant à la section « Notes et références ».
The Blackwell Legacy est un jeu vidéo d'aventure indépendant, et le premier épisode de la série Blackwell. Ce jeu a été publié le 23 décembre 2006 aux États-unis. Le 13 janvier 2012, ce jeu est disponible à la vente partout dans le monde grâce à la plate-forme de téléchargement Steam. Ce jeu a été réalisé grâce au moteur gratuit Adventure Game Studio. L'intrigue du jeu, située à New York dans les années 2000, mêle l'enquête et le fantastique.
Le jeu a été finaliste pour quatre AGS Awards en 2006 et a remporté le prix de la Meilleure Conception Graphique des Personnages (Best Character Art). La décision graphique revient à Ian 'Big Brother' Schlapfer de Herculean Effort Productions. La musique de la série a été composée par Thomas Regin.

## Système de jeu
Dans le jeu Blackwell Legacy, le joueur peut combiner les indices récoltés pendant les dialogues du jeu et de les associer pour faire avancer l'histoire. Ce système de combinaison est présent dans les autres épisodes de la série (sauf Convergence). Cela participe ainsi à faire progresser le jeu et à lui donner un parfum d'enquête policière.

## Trame

### Synopsis
- Jour un

L'histoire de Blackwell Legacy se déroule à New-York en 2006 (date de réalisation du jeu). Rosangela Blackwell (appelé familièrement Rosa) éparpille les cendres de sa tante Lauren Blackwell dans le fleuve du haut du pont de Brooklyn. Après son départ, un «souffle de vent» s'échappe du vase funéraire. Après cette cinématique, Rosangela tente sans succès de rentrer chez elle mais un jeune homme (Jim Burdo) remplaçant le concierge, l'empêche de pénétrer dans son appartement. Il exige rien de moins que la garantie d'un témoignage d'un autre locataire pour laisser Rosangela retourner chez elle. Rosangela se rend donc à Time Square où sa voisine Nishanti Sharma joue de la flûte. Après avoir embrouillé la laisse du chien de Nishanti (Moti), cette dernière décide d'aider Rosangela en se portant garante pour elle.
Une fois chez elle, le téléphone sonne: c'est le Dr Quentin, médecin de l'hôpital de New-York. Après s'être entretenue avec lui, Rosangela reçoit un autre coup de fil: c'est le patron du journal pour lequel elle travaille qui lui confie un travail d'enquête portant sur le suicide d'une étudiante du campus (JoAnn Sherman). Rosangela s'y rend et interroge d'abord Adrian Tucker, le responsable de l'étage. Il lui apprend que JoAnn était une fille sans histoire, sociable et que son geste l'a surpris, cependant quand Rosangela le propose de mentionner son nom dans le journal, il s'y refuse. Rosangela interroge également Kelly, la fille qui partage la chambre de JoAnn. Kelly se montre désagréable et semble peu intéressée par le suicide. Après une légère confrontation avec Rosangela, celle-ci obtient une photo de JoAnn.
De retour à son appartement, Rosangela, prise d'une grave migraine, n'est plus seule chez elle, un fantôme (Joseph Mallone dit Joey) qui veillait autrefois sur sa tante, veille désormais sur elle. Rosangela tente de croire qu'elle rêve mais en vain: le fantôme est bien réel et elle ne peut choisir de s'en défaire.
- Jour deux

Lorsque Rosangela se réveille, Joey est toujours là: il lui explique qu'elle est une médium comme sa tante Lauren l'était avant elle: il lui incombe une charge, celle de délivrer les esprits («spooks») de leurs tourments par l'intermédiaire de la cravate de Joey, seul élément tangible réussissant à relier le monde matériel des humains à celui invisible des esprits. Joey l'incite à se rendre au parc à chiens du square. Là, ils rencontrent le fantôme d'Alli Montego, une étudiante amie de JoAnn, s'étant elle aussi suicidée. Allie apprend à Rosangela que leur petite bande d'amies (JoAnn Sherman, Alli Montego, Susan Lee) s'est amusée à invoquer les esprits par jeu grâce à une planche ouija. Elles ont ainsi invoqué l'esprit du diacre («deacon»), fantôme perturbé qui pousse ses victimes à la folie puis à la mort. Enfin, Rosangela rend visite à Susan Lee, la troisième fille de la petite bande, internée à l'hôpital. Susan semble hébétée et dépressive: elle n'est guère bavarde mais apprend au joueur qu'avant sa mort, Allie souhaitait devenir vétérinaire et qu'elle appréciait particulièrement les chiens. Rosangela n'ayant pas d'animal de compagnie et après avoir drogué le cookie de Motti (le chien de sa voisine), l'amène dans le parc de nuit ce qui permet de réaliser à Alli qu'elle est bien morte. Avec l'aide de la cravate de Joey, Rosangela aide Alli à regagner les limbes et à trouver la paix.
En dernier recours, Rosangela retourne une dernière fois à l'hôpital. Après avoir éteint les lumières pour simuler une coupure d'électricité et tromper la vigilance du gardien, Rosangela parvient à se glisser furtivement dans la chambre de Susan Lee. Il ne faut pas longtemps avant que l'esprit du diacre apparaisse pour tourmenter Susan. Après une conversation avec l'esprit, Joey, prit de fureur, empoigne le diacre par le col. Quelle que soit la méthode employée (forte ou douce), Rosangela réussit à convaincre le diacre qu'elle seule peut lui permettre de regagner les limbes et reposer en paix. Une fois sur le plan éthéré, Rosangela, sur le point de venir en aide au diacre, voit apparaître le diable en personne. Selon les actions du joueur, la fin change mais dans tous les cas, le jeu s'achève comme il s'est commencé: Rosangela et Joey dialoguent des derniers événements sur le pont de Brooklyn de nuit.

### Personnages
Rosangela Blackwell (dit Rosa) est une jeune femme ordinaire, journaliste à New-York. Sa vie est perturbée un jour par le décès de sa tante Lauren qu'elle connaissait assez mal. Après s'être débarrassée des cendres de son aïeule, Rosa est amenée à écrire un article sur le suicide d'une étudiante du campus, JoAnn Sherman. C'est l'apparition du fantôme Joseph Mallone, protecteur et gardien spirituel de la famille Blackwell et de sa défunte tante, qui l'incite à prendre compte de son nouveau rôle de «bestower of eternity», un médium capable de relier le monde matériel des humains à celui éthéré des esprits grâce à la présence de la cravate-lien de Joey. Rosa permet ainsi de trouver aux esprits de trouver la paix en atteignant la lumière (le paradis?). Mêlée malgré elle à une histoire surnaturelle, Rosa se sort honorablement de sa tâche.
Joseph Mallone (dit Joey) est l'esprit gardien de la famille Blackwell depuis l'époque où il veillait sur Lauren, la tante de Rosangela. Seuls Rosa et les esprits peuvent le voir et lui parler et sert ainsi de médiateur entre eux. Malgré son état spectral, Joey peut interagir sur les objets en soufflant dessus. Il est habillé d'un costume, d'une cravate et d'un feutre mou un peu à la façon d'un détective tiré d'un film noir ou d'un polar. Il possède aussi un solide sens de l'humour et une ironie mordante qui l'aide à surmonter les épreuves et à détendre une situation tendue. Son passé est incertain. Dans l'avenir, il joue le rôle d'ami et de protecteur de Rosa, l'aidant à délivrer les esprits de leurs tourments.
Jim Burdo. C'est le garçon qui bloque l'accès à l'immeuble de Rosangela en l'absence du concierge. Il est plus gênant que méchant.
Nishanti Sharma. C'est la voisine de palier de Rosangela. D'origine indienne, elle ressent parfois l'envie de renouer avec ses racines et de jouer de la flûte dans la rue. Dotée d'un naturel enjoué, elle sympathise très vite avec Rosa et deviennent amies. C'est le chien de Nishanti, Motti, qui servira à prendre conscience à Alli Montego qu'elle est morte.
Le Dr Quentin. Spécialiste en médecine de l'hôpital, le Dr Quentin est consulté par Rosa pour obtenir des renseignements sur son passé, sa tante et ses migraines.
Adrian Tucker. Le gardien de l'étage du campus où a lieu le suicide se montre coopératif bien qu'il ne souhaitât pas être cité comme témoin  par le papier de Rosa.
Kelly. Cette étudiante partageait sa chambre de campus avec JoAnn. D'un abord plutôt rébarbatif, elle se montre froide et désagréable avec Rosa. Une fois confondue, elle se montre plus coopérative.
Alli Montego. L'une des amies de la petite bande de JoAnn, s'est suicidée en prenant des médicaments. Sur la photographie, elle est blonde et avenante. Son rêve était de devenir vétérinaire. Elle est l'une des victimes du diacre.
Susan Lee. La dernière des amies de JoAnn, séjourne à l'hôpital après une tentative de suicide manquée. Elle est timide et réservée. Son petit ami, Alex, l'a quitté. Elle est l'une des victimes du diacre mais à la différence des autres, elle survit grâce à l'intervention de Rosa et Joey.
Le diacre («deacon») est le point commun vers lequel converge l'enquête de Rosa et Joey. C'est l'esprit responsable de la mort de JoAnn, Alli et de la tentative de suicide de Susan. Il constitue en quelque sorte le méchant de l'histoire. Il apparaît dans le monde des vivants après avoir été invoqué par les trois amies avec une planche ouija. Le diacre est décrit dans le jeu comme en proie à une terreur communicative qui pousse ceux qui l'invoque à la folie puis à la mort. Autrefois, homme pieux et aimant de son vivant, la mort de sa femme, l'a poussé dans l'alcoolisme et le crime. Depuis, il porte avec lui une flasque, symbole contenant tous ses péchés. Il a une peur terrible de brûler en enfer.
Le Diable. C'est le dernier personnage du jeu. Il apparaît dans le plan des esprits afin de punir le diacre et envoyer l'esprit en enfer avec lui. Si Rosa tarde trop (ou ne souhaite pas) aider le diacre à reposer en paix, le Diable se charge alors de lui.

### Fins
Il existe deux fins au jeu. Si le joueur décide d'aider le diacre à reposer en paix (et qu'il est suffisamment rapide), il doit faire alors l'analogie dans le carnet entre la flasque et les péchés (le diacre porte ses péchés sur lui), la lui demander et briser la bouteille avec la pierre située par terre. Dans la scène finale du pont, Joey, amer, se demande si cela valait la peine de sauver l'esprit du diacre en raison de tous les torts qu'il a causé sa vie durant.
Si le joueur décide de ne pas sauver l'âme du diacre (ou qu'il est trop lent), le Diable part en enfer emmenant l'esprit avec lui. Dans la scène finale du pont, Joey, satisfait, dit que le diacre n'a eu que ce qu'il méritait pour tous ses péchés.

## Accueil
Sur le site Adventure Gamers, le jeu a reçu la note de 3,5/5. La critique salue les graphismes rétro de type VGA, les personnages intéressants, une histoire forte, des énigmes astucieuses et les bonus. Elle déplore en revanche des dialogues trop passifs ainsi qu'un jeu court et linéaire.

## Le casting
- Rebecca Whittaker (Rosangela Blackwell),
- Abe Goldfarb (Joey Mallone),
- Chen-Yung Hsu (Alli/Kelly),
- Jennifer Estaris (Susan Lee),
- Thomas Tucker (Adrian Tucker),
- Ruth Weber (Nishanti Sharma),
- Joe Rodriguez (Dr Quentin),
- Francisco Gonzalez (Hospital Guard),
- John Swist (the Deacon),
- Matt Gardner (Jim Burdo),
- Dave Gilbert (the Demon).

## Préquelle et suites
Le succès du Blackwell Legacy a donné lieu à une série de jeux vidéo prolongeant le premier. Blackwell Unbound, sorti en 2007, forme une préquelle à l'intrigue de The Blackwell Legacy. Trois autres jeux forment quant à eux des suites au Blackwell Legacy: Blackwell Convergence, sorti en 2009; The Blackwell Deception, sorti en 2011 et The Blackwell Epiphany, sorti en 2014, qui clôt la série.